# داگلاس سیتی (کالیفرنیا)
داگلاس سیتی (به انگلیسی: Douglas City) یک منطقهٔ مسکونی در ایالات متحده آمریکا است که در شهرستان ترینیتی، کالیفرنیا واقع شده‌است. داگلاس سیتی ۶۴٫۸۹۲ کیلومتر مربع مساحت و ۷۱۳ نفر جمعیت دارد و ۶۵۵٫۹۴ متر بالاتر از سطح دریا واقع شده‌است.